# نیکولاس آرت
نیکولاس آرت (انگلیسی: Nicholas Art؛ زادهٔ ۱۳ ژانویهٔ ۱۹۹۹) یک هنرپیشه اهل ایالات متحده آمریکا است. وی از سال ۲۰۰۲ میلادی تاکنون مشغول فعالیت بوده‌است. 